# Anti-Whiplash-Sitz
Anti-Whiplash-Sitze sind Sitz-Systeme, die bei einem Heckaufprall den Fahrzeuginsassen vor Verletzungen im Nackenbereich bewahren sollen (whiplash, engl. für Schleudertrauma).

## Hintergrund
Die Systeme sollen Verletzungen im Nackenbereich bei Heckaufprall-Unfällen verhindern, die etwa 25 % aller Verletzungen im nordamerikanischen und europäischen Raum darstellen.
Die Idee der Anti-Whiplash-Systeme wurde erstmals 1998 realisiert bei den OEMs Saab (durch das Unternehmen Delphi Automotive) und Volvo (durch das Unternehmen Autoliv) und hat sich seither auch auf Großvolumen-Plattformen wie den Renault Megane und den Ford Mondeo ausgeweitet.
Lear, eine amerikanische Zulieferfirma für Fahrzeug-Sitz-Systeme übernahm die Technologie von Delphi Automotive und vertreibt nun, wie auch mindestens zwei weitere Firmen, ihre Anti-Whiplash-Systeme.

## Funktionsweise
Einer der Mechanismen ist, dass im Fahrzeugsitz ein Widerhalter angebracht ist, der bei einem Heckaufprall kontrolliert die Rückenlehne kippen lässt und dabei Energie absorbiert.
Dadurch werden die wirkenden Kräfte auf den Insassen reduziert.
Aktive Kopfstützen zählen ebenso zu den Anti-Whiplash-Systemen.

## Anti-Whiplash-Systeme im Überblick
- 1998: Anti-Whiplash Seat "WHIPS" von Volvo in Zusammenarbeit mit Autoliv[3]
- 1999: Whiplash protection system für Rücksitze von Autoliv[4]